# Masel Tov Cocktail
Masel Tov Cocktail (jiddisch Masel tov für „Viel Glück“ und Cocktail, als Andeutung auf den Molotowcocktail) ist ein  Film von Arkadij Khaet und Mickey Paatzsch, der im Januar 2020 beim Filmfestival Max Ophüls Preis erstmals gezeigt wurde. Der Film wurde vielfach ausgezeichnet, unter anderem mit dem Deutschen Menschenrechts-Filmpreis, dem Grimme-Preis und im Rahmen des Unabhängigen FilmFests Osnabrück.

## Handlung
Dimitrij Liebermann, der Sohn russischer Einwanderer und Schüler an einem Gymnasium, ist Jude. Freunde und Mitschüler nennen ihn nur kurz „Dima“. Er hat seit einiger Zeit eine Freundin, doch Michelle ist keine Jüdin. Seine Mutter, eine Klavierlehrerin, schaut am liebsten einen der 23 russischen Sender, die ihre Satellitenanlage empfängt. Als ihn sein Mitschüler Tobi auf der Schultoilette mit seiner Beschneidung provoziert und ihm erklärt, dass man Juden wie ihn früher vergast hätte, während er den Sterbevorgang mit vollem körperlichem Einsatz imitiert, schlägt Dima ihn mitten ins Gesicht, der daraufhin zu Boden fällt und sich die Nase bricht. Er wird für eine Woche von der Schule verwiesen.
Dimitrij tut sein Ausraster nicht wirklich Leid. Als sein Vater von dem Schulverweis erfährt, droht er, ihn nicht an der Abifahrt teilnehmen zu lassen, wenn er sich nicht bei Tobi entschuldigt.
Dima spricht im Film immer wieder direkt in die Kamera und führt den Zuschauer durch seine Wohngegend im Ruhrpott. Er erklärt, warum seine Familie überhaupt nach Deutschland durfte: ab 1991 durften Juden aus der ehemaligen Sowjetunion in die Bundesrepublik einreisen, zur Erneuerung des jüdischen Lebens in Deutschland. Zudem erklärt Dima dem Zuschauer, dass Kaufhof von Leonhard Tietz, mit einem jüdischen Hintergrund, gegründet und „Tempo“ von Oskar und seinem Bruder Emil Rosenfelder erfunden wurde, ebenfalls beide Juden, aber auch, dass der „Hugo-Boss“-Gründer Hugo Ferdinand Boss ein Nazi war.
Nachdem Dima seinen Opa von einem AfD-Infostand wegholt, der aber mit völligem Unverständnis reagiert, läuft Dima wütend weiter und stürzt. Er fällt Tobi direkt vor die Füße, der gerade dabei ist, als Strafe für seine Beleidigung Dimas auf der Schultoilette Stolpersteine auf dem Gehweg zu putzen. Dima will die Gelegenheit nutzen, schafft es aber nicht wirklich, sich bei Tobi zu entschuldigen. Als der ihn abermals provoziert und die Blumen in Andenken an Dimas verstorbene „Verwandte“ neben die Stolpersteine legt, kann sich Dima nicht zurückhalten. Diesmal schlägt er Tobi nicht nur, er tritt zu.

## Produktion

### Filmstab
Der Film wurde von der Filmakademie Baden-Württemberg, dem SWR und Arte produziert. Regie führten Arkadij Khaet und Mickey Paatzsch. Gemeinsam mit seiner Freundin Merle Teresa Kirchhoff schrieb Khaet auch das Drehbuch. Sie wollten die Geschichte des Films aus einer subjektiven, jüdischen Perspektive erzählen. Khaet und Paatzsch lernten sich während ihres Bachelor-Studiums Film und Fernsehen in Köln kennen und realisierten seitdem immer wieder zusammen Drehbücher und führten gemeinsam Regie. Khaet begann später sein Studium der Spielfilmregie an der Filmakademie Baden-Württemberg, Paatzsch schließt sein Studium der Philosophie an der Universität zu Köln ab.

### Besetzung

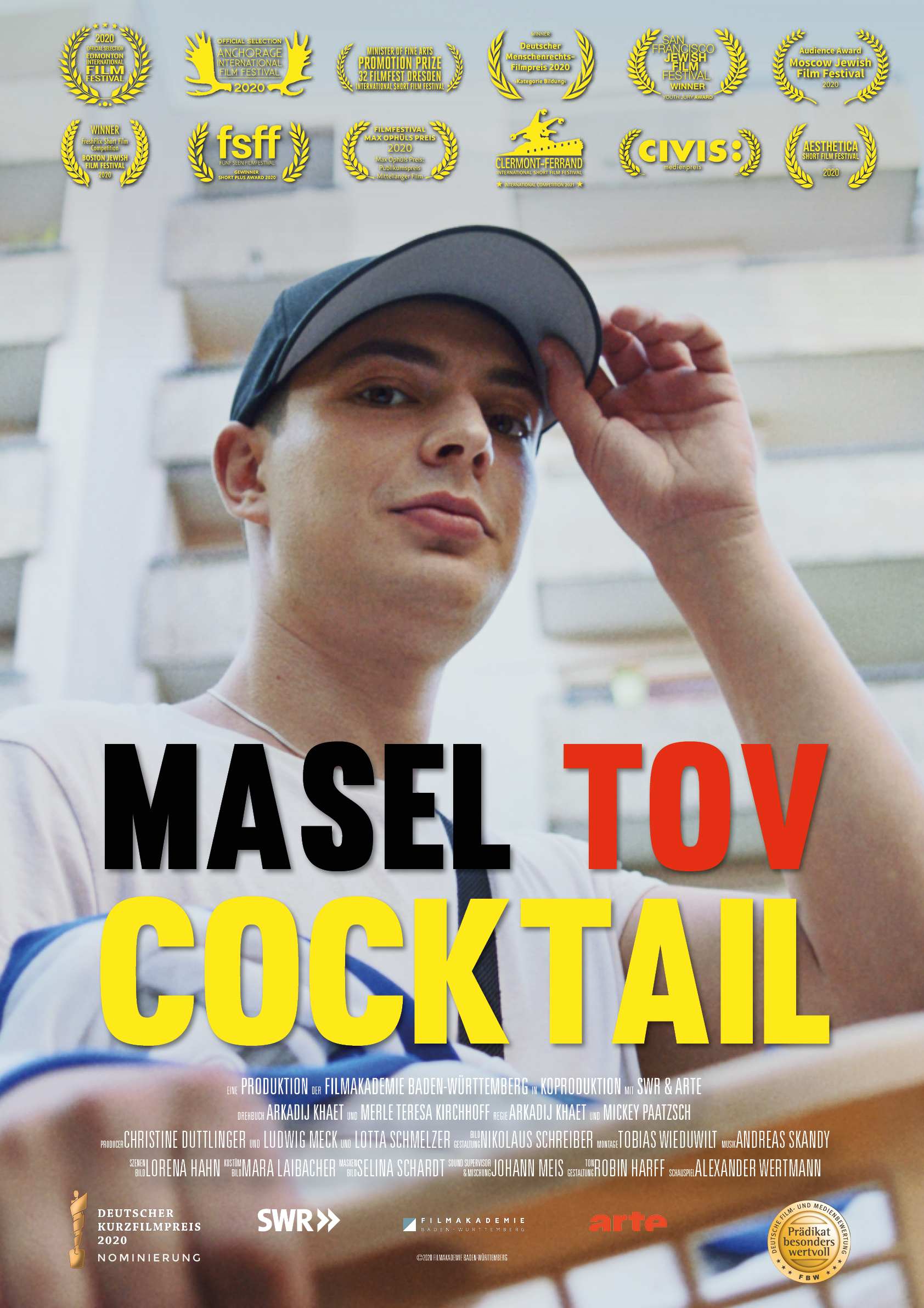
Das offizielle Filmplakat von Masel Tov Cocktail

Die Hauptrolle von Dimitrij ‚Dima‘ Liebermann übernahm der Nachwuchsschauspieler Alexander Wertmann, der mit Masel Tov Cocktail sein Spielfilmdebüt gibt. Wertmann studiert an der Hochschule für Schauspielkunst „Ernst Busch“ Berlin. Nach eigenen Aussagen konnte er sich gut mit seiner Rolle identifizieren. „Da ist jetzt endlich mal eine Perspektive gezeigt, die erklärt, wie ich mich fühle als Jude in Deutschland.“
Mateo Wansing Lorrio spielt im Film Tobi. Liudmyla Vasylieva übernahm die Rolle von Dimas Mutter, Vladislav Grakovskiy spielt seinen Vater und Moisej Bazijan seinen Opa. Die Rolle von Dimas Freundin Michelle übernahm Gwentsche Kollewijn, Steffen C. Jürgens spielt den Rektor von Dimas Schule und Dimitri Tsvetkov Dimas Cousin Vlad. In weiteren Rollen sind Luke Piplies als Dimas Mitschüler Marcel, Isabella Leicht als Tobis Mutter, Masud Akbarzadeh als der Falafel-Verkäufer und Petra Nadolny als Dimas Lehrerin Frau Jachthuber zu sehen.

### Dreharbeiten
Die Dreharbeiten fanden im Sommer 2019 statt. Als Kameramann fungierte Nikolaus Schreiber. Im Film werden Mitschnitte von thematisch passenden Reden verwendet, so als der Komiker Jonny Buchardt beim Kölner Karneval 1973 die Bühne betritt und das Publikum auf „Zicke zacke zicke zacke“ mit „hoi hoi hoi“ reagiert, aber auch auf seine Ansage „Sieg!“ wie selbstverständlich mit „Heil!“ antwortet oder von Alexander Gauland, der die Zeit des Nationalsozialismus in Deutschland als 12 Jahre Vergangenheit ohne Bedeutung für die Gegenwart zusammenfasst.

### Veröffentlichung
Im Januar 2020 feierte der Film im Rahmen des Filmfestival Max Ophüls Preis seine Premiere. Nach der Premiere lief der Film auf über 100 Filmfestivals weltweit. Am 4. Oktober 2020 erfolgte im Ersten die Fernsehpremiere. Nach der Ausstrahlung des Films stand Masel Tov Cocktail sechs Monate lang in der ARD und ARTE Mediathek zur Verfügung. Im Anschluss an die Auswertung in der Mediathek wurde der Film als VOD auf Vimeo veröffentlicht. Im April 2021 erfolgte der DVD-Release durch das Medieninstitut der Länder – FWU. International wird der Film vom israelischen Filmverleih Go2Films vertrieben.

## Auszeichnungen (Auswahl)
CIVIS: Medienpreis für Integration und kulturelle Vielfalt in Europa 2020
- Auszeichnung mit dem Hauptpreis (Arkadij Khaet)
- Auszeichnung in der Kategorie „Young C.“ (Arkadij Khaet)[3]

Cleveland International Film Festival 2021
- Auszeichnung als Bester Studenten-Kurzfilm (Arkadij Khaet und Mickey Paatzsch)[10]

Deutscher Kurzfilmpreis 2020
- Nominierung in der Kategorie Spielfilme von mehr als 10 Minuten bis 30 Minuten Laufzeit[11]

Deutscher Menschenrechts-Filmpreis 2020
- Auszeichnung in den Kategorien Hochschule und Bildung[12]

Festival du Court-Métrage de Clermont-Ferrand 2021
- Special Mention of the Jury (Arkadij Khaet und Mickey Paatzsch)[13]

Filmfest Dresden 2020
- Auszeichnung mit dem Publikumspreis im Nationalen Wettbewerb (Arkadij Khaet und Mickey Paatzsch)
- Auszeichnung mit dem „Goldenen Reiter“ im Nationalen Wettbewerb (Arkadij Khaet und Mickey Paatzsch)[14][1]

Filmfest Emden-Norderney 2021
- Auszeichnung mit dem Kurzfilmpreis Engelke (Arkadij Khaet)[15]

Filmfestival Max Ophüls Preis 2020
- Auszeichnung mit dem Publikumspreis – Mittellanger Film (Arkadij Khaet & Mickey Paatzsch)
- Nominierung als Bester Schauspielnachwuchs (Alexander Wertmann)[16]

Filmzeit Kaufbeuren 2020
- Auszeichnung mit dem Jurypreis im Hauptwettbewerb (zusammen mit Der Wächter von Albin Wildner, AT 2019)
- Auszeichnung mit dem Preis der Schulfilmzeit
- Auszeichnung mit dem Preis gegen Antisemitismus[17]

Florida Film Festival 2021
- Auszeichnung mit dem Publikumspreis als Bester internationaler Kurzfilm (Arkadij Khaet und Mickey Paatzsch)[18]

Fünf Seen Filmfestival 2020
- Auszeichnung mit dem „Short Plus Award“ (Arkadij Khaet und Mickey Paatzsch)

Grimme-Preis 2021
- Auszeichnung in der Kategorie „Kinder und Jugend“[19]

Rhode Island International Film Festival 2020
- Auszeichnung als Bester Schauspieler (Alexander Wertmann)[20]

Unabhängiges FilmFest Osnabrück 2020
- Auszeichnung als Bester Kurzfilm[21]